# Holmsjön (Kattnäs socken, Södermanland)
Holmsjön är en sjö i Gnesta kommun i Södermanland och ingår i Trosaåns huvudavrinningsområde. Sjön har en area på 0,0861 kvadratkilometer och ligger 56 meter över havet. Vid provfiske har bland annat abborre, gers, gädda och mört fångats i sjön.
Sjön ligger inom naturreservatet Holmsjöskogen.

## Delavrinningsområde
Holmsjön ingår i det delavrinningsområde (655779-158517) som SMHI kallar för Utloppet av Holmsjön. Medelhöjden är 64 meter över havet och ytan är 0,56 kvadratkilometer. Det finns inga avrinningsområden uppströms utan avrinningsområdet är högsta punkten. Vattendraget som avvattnar avrinningsområdet har biflödesordning 2, vilket innebär att vattnet flödar genom totalt 2 vattendrag innan det når havet efter 42 kilometer. Avrinningsområdet består mestadels av skog (85 procent). Avrinningsområdet har 0,09 kvadratkilometer vattenytor vilket ger det en sjöprocent på 15,1 procent.

## Fisk
Vid provfiske har följande fisk fångats i sjön:
- Abborre
- Gärs
- Gädda
- Mört
- Sarv